# Canal 11 (Zulia)
El Canal 11 del Zulia (anteriormente denominado como Niños Cantores Televisión) es un canal de televisión abierta venezolano que emitió por primera vez el 31 de enero de 1987. Su sede está ubicada en la ciudad de Maracaibo y se encuentra disponible en los Estados de Zulia, Aragua, Carabobo, Cojedes, Lara y Yaracuy.
El canal fue creado por Monseñor Domingo Roa Pérez, precursor de la idea en crear un canal de televisión perteneciente a la Arquidiócesis de Maracaibo, como tarea encomendada al Pbro. Dr. Gustavo Ocando Yamarte.

## Historia
En 1974 se crea el centro educativo Instituto Arquideocesano Niños Cantores del Zulia (IANCZ) con el fin de impartir una educación integral a los jóvenes. Mons. Domingo Roa Pérez, precursor de la idea en crear un canal de televisión perteneciente a la Arquidiócesis de Maracaibo, y que representara para los zulianos una alternativa al mensaje de los canales de Caracas, tarea encomendada al Pbro. Dr. Gustavo Ocando Yamarte.
La creación del canal empieza oficialmente en 1982. Los trabajos de construcción del edificio sede culminan en 1985, pero la salida al aire tarda dos años por pugnas entre el gobierno y la iglesia. Luego de 13 años de expansión, se lanza el canal Niños Cantores Televisión con la participación mayoritaria de la Arquidiócesis de Maracaibo. El 24 de diciembre de 1986 emitió un recital del Coral Niños Cantores del Zulia para hacer una transmisión de prueba.
En 1995, se organiza un nuevo proceso electoral para elegir a gobernadores y alcaldes en Venezuela. Niños Cantores Televisión transmitió por más de 24 horas ininterrumpidas su operativo El Zulia Elige tras la incertidumbre suscitada en el colectivo por la demora en dar a conocer el primer boletín por parte Junta Principal Electoral del entonces Consejo Supremo Electoral. Así, se convirtió en el único canal de televisión en la región en lograr tal cometido.
Al día siguiente de cerrar las urnas de ese proceso, NCTV se convirtió en el primer y único medio audiovisual en Venezuela en tener acceso y transmitir en vivo desde el interior de la sala de totalización de la Junta Principal Electoral, en el momento que se realizaba el proceso de transcripción de las actas de votación.
En el año 2003, NCTV Lara en Barquisimeto se declara en bancarrota y cierra sus puertas. Hasta ese entonces ocupaba la frecuencia N° 33 en UHF que venía usufructuando desde 1991 cuando salió por primera vez al aire. Actualmente esta frecuencia la ocupa el canal Somos TV.  
En enero de 2007, la Comisión Nacional de Telecomunicaciones de Venezuela (CONATEL) obligó a la emisora a salir del aire en los canales 11 y 8 de la frecuencia VHF en Zulia y Táchira, y de los canales 36 y 48 de la frecuencia UHF en Carabobo y Zulia, respectivamente, debido a que las licencias de transmisión fueron revocadas por irregularidades administrativas.
Posteriormente la Sala Político-Administrativa del Tribunal Supremo de Justicia declaró el 17 de enero de 2007 que el canal no pudo demostrar la existencia de las autorizaciones necesarias para operar. Sin embargo, tras reunirse los directores del canal con las autoridades de Conatel, se llegó a un acuerdo en el cual permite al canal seguir operando mediante el cede de una nueva concesión a la cadena televisiva por 5 años, lo que puso fin a la disputa legal.
Desde febrero de 2008, el Presbítero Eduardo Ortigoza asume la dirección general de NCTV. En 2009, se realizan cambios en la imagen corporativa del canal, reemplazando el logotipo, eslogan, paquete gráfico y grilla de programación. El 23 de septiembre de 2013, el canal cambia de nombre a Canal Once. Siendo desde entonces el medio de comunicación con mayor ingreso económico el cual no se refleja en su infraestructura y salarios, creando la empresa NC Publicidad se logra el desvío de fondos y contratos de dudosa procedencia.
Dentro de su programación han desfilados moderadores hoy inmersos en tramas de corrupción y narcotráfico vinculados con la red de narcoalcaldes del Zulia. 
Actualmente es dirigida por un grupo de personas que no demuestran tener capacitación comprobada para guiar medios de comunicación, siendo el trampolín para el maltrato del personal, humillación con un pago irrisorio de 60 dólares mensual como bonificación a un trabajador que ocupa hasta 3 vacantes.  
Dentro de la Gerencia General se encuentran el Señor Armando Bustos quien es bachiller sin estudios superiores y menos en gerencia, experto en gritar y maltratar al trabajador, se destaca por su apariencia inocente que esconde secretos económicos de malversación, encargado de cerrar negocios sobre transmisiones y programas nuevos que no pasan por un filtro profesional.  

## Programación
- 100% Noticias
- Camino Sin Fronteras
- Notionce
- A punto
- Coronilla de la Misericordia
- De primera mano televisión
- De mujeres
- Familia y salud
- La hora del café
- Pista hípica
- Tras bastidores
- Sigamos Bailando
- Nota:La lista está incompleta.
- Somos TV
- Trompo de Colores
- Competencia
- La Paila Caliente
- Aucaristia
- Entre Jóvenes

## Eslóganes
- 1987: ¡El nuestro! / Dos veces número uno
- 1989: El canal de la familia zuliana
- 1992: El canal de toda la familia
- 1993: La auténtica televisión regional
- 1994: La Nueva Televisión / La Auténtica Televisión Regional
- 1995: La Nueva Televisión / La Auténtica Televisión Regional... El Nuestro
- 1997: Por más de 3 millones de razones, somos nosotros / NC Televisión, 10 años / El canal de la familia zuliana
- 2001: Dos veces número uno... Hecho en el Zulia
- 2003: Imagen del Zulia / La televisión regional de Venezuela
- 2004: El canal de la familia zuliana
- 2006: El canal que siempre ves
- 2009: Tiene que ver contigo / Con el corazón el Zulia
- 2012: NCTV, 25 años!!!
- 2013: Canal Once, ¡el nuestro!... para quedarse en casa